# Manfred Luczensky
Manfred Luczensky (* 22. Jänner 1957 in Wien) ist ein ehemaliger österreichischer Polizist. Des Weiteren ist Luczensky Vorsitzender des Strafsenats der Bundesliga.

## Leben
Manfred Luczensky entstammt einer 1453 erstmals ehrwähnten ungarisch-polnischen Adelsfamilie. 
Luczensky studierte Jus und arbeitet seit 1986 in der Bundespolizeidirektion (BPD) Wien. Im Jahr 2000 wurde er zum Leiter des Büros der Sicherheitsdirektion Wien bestellt und 2011 zum Leiter der Verwaltungspolizei der BPD.
2012 erhielt Luczensky das goldene Ehrenzeichen der Bundesliga für seine herausragenden Dienste im österreichischen Fußballsport.
Im Jänner 2022 wurde er nach 40 Jahren bei der BPD pensioniert.

## Persönliches
Luczensky ist in vierter Ehe mit Ernestine Luczensky verheiratet und hat zwei Kinder.